# Stumpflita
La stumpflita és un mineral de la classe dels sulfurs, que pertany al grup de la niquelina. Rep el nom en honor d'Eugen Friedrich Stumpfl (Múnic, Alemanya, 27 de novembre de 1931 - Innsbruck, Àustria, 12 de juliol de 2004), professor de mineralogia de l'Institut Miner de Leoben (Àustria) i autoritat sobre microscòpia de minerals. El mineral eugenita també rep el nom en honor seu.

## Característiques
La stumpflita és un antimonur de fórmula química Pt(Sb,Bi). Va ser aprovada com a espècie vàlida per l'Associació Mineralògica Internacional l'any 1972. Cristal·litza en el sistema hexagonal. La seva duresa a l'escala de Mohs és 5.
Segons la classificació de Nickel-Strunz, la stumpflita pertany a «02.C - Sulfurs metàl·lics, M:S = 1:1 (i similars), amb Ni, Fe, Co, PGE, etc.» juntament amb els següents minerals: achavalita, breithauptita, freboldita, kotulskita, langisita, niquelina, sederholmita, sobolevskita, sudburyita, jaipurita, zlatogorita, pirrotina, smythita, troilita, cherepanovita, modderita, rutenarsenita, westerveldita, mil·lerita, mäkinenita, mackinawita, hexatestibiopanickelita, vavřínita, braggita, cooperita i vysotskita.

## Formació i jaciments
Va ser descoberta a la mina Driekop, a la localitat de Sekhukhuneland, a Limpopo (Sud-àfrica). També ha estat descrita a Zwartfontein, al districte de Waterberg, també a Sud-àfrica, així com a Etiòpia, Rússia, Austràlia, Brasil i el Canadà.